# Bruno Retailleau

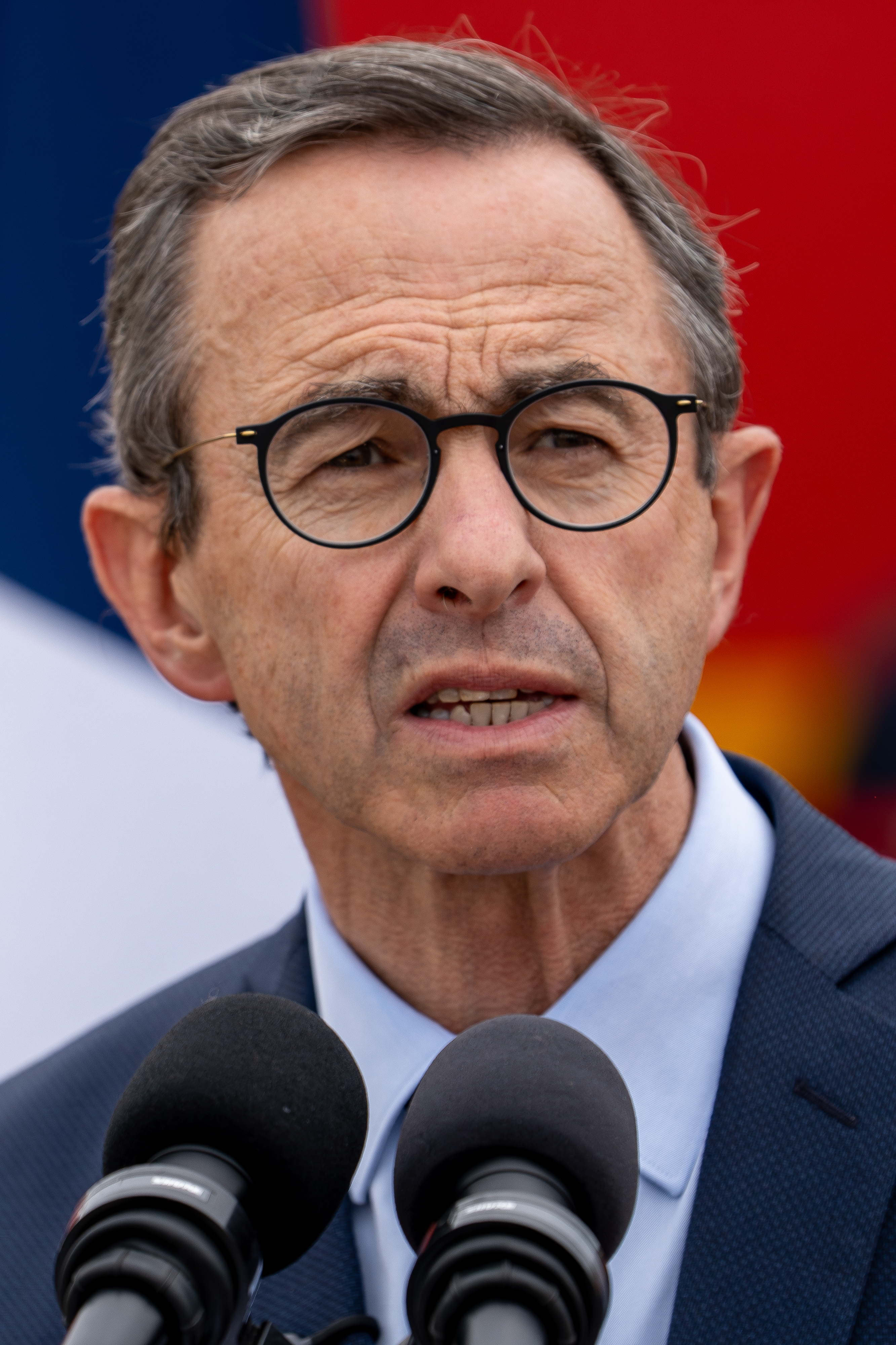
Bruno Retailleau (2025)

Bruno Retailleau (* 20. November 1960 in Cholet, Département Maine-et-Loire) ist ein französischer Politiker der Partei Les Républicains. Seit September 2024 ist er Innenminister seines Landes. Im Mai 2025 wurde er zudem zum Vorsitzenden seiner Partei gewählt.

## Leben

### Parteipolitischer Werdegang
Retailleau machte einen Studienabschluss am Institut d’études politiques de Paris. Während seines Studiums wurde er Anhänger des rechtskonservativen, souveränistischen Politikers Philippe de Villiers, in dessen Themenpark Puy du Fou er arbeitete. Er trat in de Villiers’ Partei Mouvement pour la France (MPF) ein und wurde deren stellvertretender Vorsitzender. 2010 überwarf er sich mit de Villiers und trat aus der Partei aus.
Im Februar 2012 trat er der Partei UMP des damaligen Staatspräsidenten Nicolas Sarkozy bei und engagierte sich im Wahlkampfkomitee Sarkozys, der sich bei den Präsidentschaftswahlen 2012 erfolglos zur Wiederwahl stellte. Im Wahlkampf vor der Präsidentschaftswahl 2017 unterstützte Retailleau bereits bei den Vorwahlen den letztlich von der Rechten aufgestellten Kandidaten François Fillon und hielt auch während Fillons von einem Skandal um fiktive Anstellungen seiner Ehefrau belasteten Wahlkampf zu ihm. Nach Fillons Niederlage gegen Emmanuel Macron wurde Retailleau Vorsitzender des politischen Clubs Force républicaine.
Ende 2022 kandidierte Retailleau um den Parteivorsitz der inzwischen zu Les Républicains umbenannten UMP, unterlag jedoch gegen Éric Ciotti. Nach Ciottis Absetzung und Austritt aus der Partei bewarb Retailleau sich 2025 erneut und gewann bei der parteiinternen Wahl am 18. Mai 2025 klar mit 74,31 % der Stimmen gegen seinen Mitbewerber Laurent Wauquiez.

### Politische Mandate
Seit 1988 und bis 2015 war er für den Kanton Mortagne-sur-Sèvre Mitglied des Generalrats des Départements Vendée; von 2010 bis 2015 war er der Präsident des Rats.
Vom 27. November 1994 vom 21. April 1997 vertrat er das Département Vendée als Abgeordneter in der Nationalversammlung, nachdem sein politischer Ziehvater, der rechtskonservative Philippe de Villiers, als Abgeordneter zurückgetreten war. Von 1998 bis 2004 war er Vizepräsident des Rats der Region Pays de la Loire.
2004 wurde er für die Vendée in den Senat gewählt und 2014 und 2020 wiedergewählt. Seit 2014 war er Vorsitzender der Senatsfraktion der UMP bzw. Les Républicains.
2015 führte er die UMP erfolgreich bei den Regionalwahlen im Pays de la Loire und wurde Präsident des Regionalrats. 2017 musste er das Amt aufgrund von Regelungen zum Verbot von Ämterhäufung abgeben, um weiter Senator bleiben zu können.
Im am 21. September 2024 gebildeten Kabinett von Premierminister Michel Barnier wurde Retailleau Innenminister. Nach dem Fall der Regierung Barnier im Dezember 2024 ernannte Macron am 23. Dezember 2024 die vom neuen Premierminister François Bayrou vorgeschlagenen Minister, darunter Retailleau, der in seiner bisherigen Rolle als Innenminister bestätigt wurde.

### Familie
Bruno Retailleau ist verheiratet und Vater dreier Kinder. Er ist nicht verwandt mit der Wissenschaftsmanagerin und ehemaligen Ministerin Sylvie Retailleau.

## Positionen
Retailleau gilt als Vertreter des rechtskonservativen Flügels der Républicains. Er nahm 2012 an Demonstrationen gegen die von der sozialistischen Regierung unter Staatspräsident François Hollande geplante und durchgeführte Einführung der Ehe für alle teil. 2021 sprach er sich gegen einen Gesetzesentwurf aus, der „Konversionstherapien“ für homosexuelle Menschen verbieten sollte und mit überwältigender Mehrheit (305:28) verabschiedet wurde. Im selben Jahr forderte er als Maßnahme gegen Jugendkriminalität die Einführung kurzer Haftstrafen von zwei Wochen bis einem Monat für straffällige Jugendliche auch schon bei kleinen Vergehen, denn das sei die beste Prävention. Er positioniert sich gegen die Immigration, die für Frankreich „kein Glücksfall“ sei. Den Mord an Samuel Paty 2020 brachte er mit der Einwanderung in Zusammenhang und forderte weniger Familiennachzug von Migranten und mehr Abschiebungen.
Nach den Unruhen in Frankreich 2023 erklärte er: „Wir kennen die Ursachen der Unruhen. Leider gibt es für die zweite und dritte Generation (der Einwanderer) eine Art Rückschritt zu ihren Wurzeln, ihren ethnischen Ursprüngen.“ Diese Äußerung stieß auf vehemente Kritik, insbesondere bei der linkspopulistischen Partei La France Insoumise, aber auch bei Vertretern seiner eigenen Partei Les Républicains, darunter der Abgeordnete Alexandre Vincendet und der stellvertretende Parteivorsitzende Aurélien Pradié.
In Deutschland urteilte die Wochenzeitung Jüdische Allgemeine, Retailleau lasse durch die Äußerung die republikanische Front, in der französische Parteien unabhängig von ihrer politischen Couleur gemeinsam gegen die extreme Rechte auftraten, weiter bröckeln. Er verletze den in Frankreich fast unantastbaren Wert der Universalität, wonach alle Bürger, unabhängig von ihrer Herkunft, als Franzosen gelten.